# わし座カイ星
わし座χ星（わしざカイせい、χ Aquilae、χ Aql）は、わし座にある重星である。見かけの合成等級は5.3と、肉眼でもみえる明るさである。年周視差は、重星であることもあって、誤差が大きく、正確な距離は求められないが、距離に換算するとおよそ850光年である。

## 位置

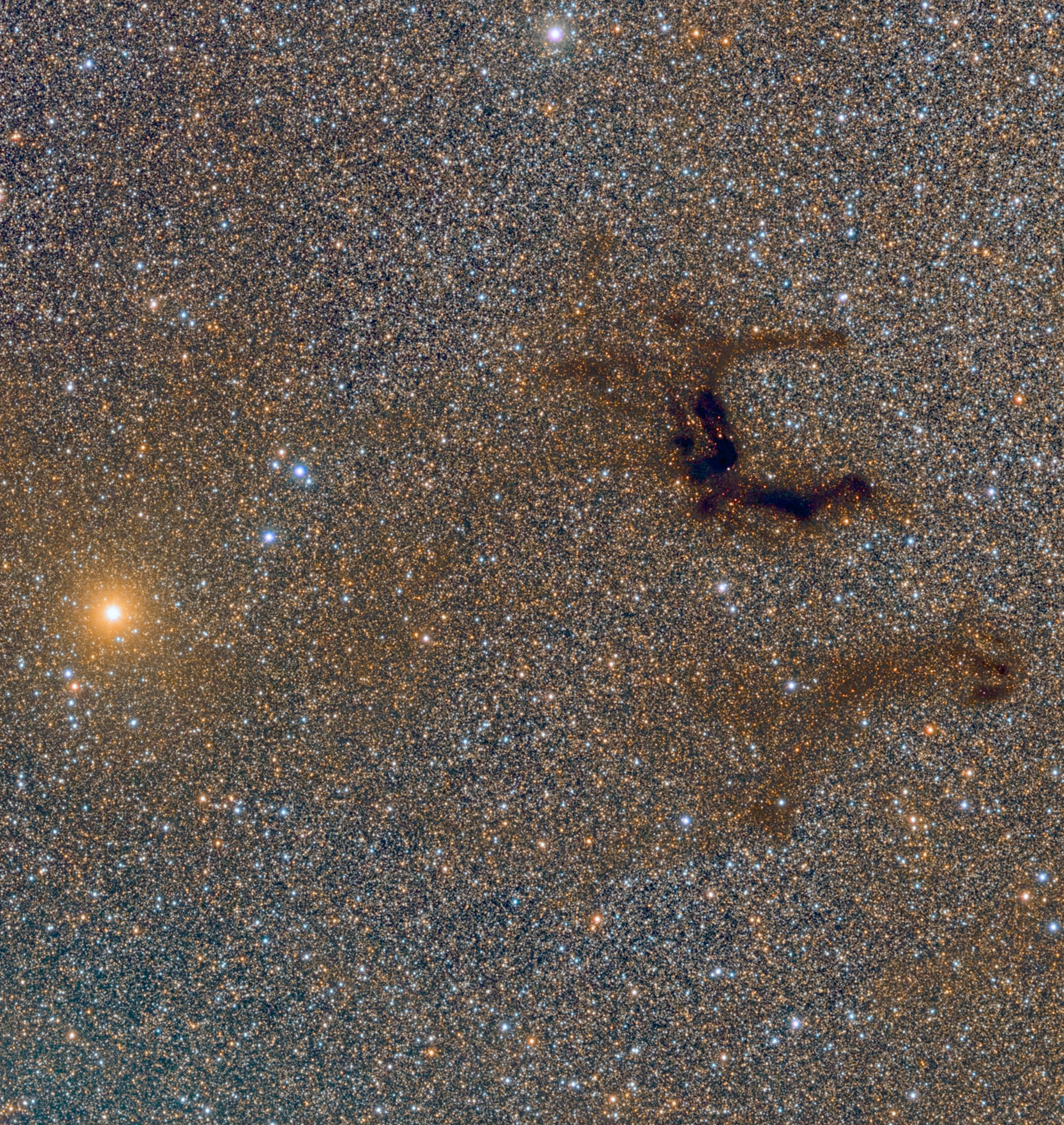
バーナードのE星雲。中央上端にみえる明るい恒星がわし座χ星。左側の最も明るい恒星はわし座γ星。

わし座χ星は、アルタイルをわし座β星とγ星が挟む、3つの恒星の列の延長線上に、第4の恒星のようにみえている。しかし、位置こそわかりやすいものの、天の川の中にあって見かけの等級が暗いわし座χ星は、みつけるのは容易ではない。
わし座χ星から、1.5度離れたところには、バーナードのE星雲があり、大体等角距離にあるγ星とともにわし座χ星が、望遠鏡へE星雲を導入する際の目印となっている。

## 重星
わし座χ星は、ワシントン重星カタログでは7重星となっている。非常に近接した二重星、わし座χ星Aとわし座χ星Bを中心として、離角1、2分程度の範囲にある11ないし13等星のわし座χ星C、わし座χ星D、わし座χ星Eがあり、わし座χ星Dとわし座χ星Eがそれぞれ更に二重星で、わし座χ星Dには15等星のわし座χ星G、わし座χ星Eには12等星のわし座χ星Fが、対となっている。これらの関係はよくわかっていないが、物理的に関係があるとすれば、わし座χ星Aとわし座χ星Bの2星だけであろうと考えられる。

## 特徴
わし座χ星Aとわし座χ星Bの2星は、離角が1秒以下で、小口径の望遠鏡では分解することは難しいが、19世紀から観測が続けられている。スペックル干渉法による観測が行われるようになった1980年代以降、頻繁に観測が行われており、概ねわし座χ星Bはわし座χ星Aの東、離角0.4秒の位置にみえている。2星がとても近接しているため、位置測定以外の両者を区別する観測は不明確で、それぞれの恒星の特徴ははっきりわかっておらず、連星の軌道も不明である。離角と年周視差からして、連星間距離は少なくとも180 au以上はあり、その場合軌道周期は900年以上になるだろうと予想される。
わし座χ星Aとわし座χ星Bのスペクトル型に関しては、等級差などを用いて様々に推定されている。ヘンリー・ドレイパーカタログでは、わし座χ星Aとわし座χ星Bは個別に収録されており（HD 186203とHD 186204）、スペクトル型はF5型とA3型とされている。ヘルムート・アプトは、わし座χ星AがF6ないしG0型の巨星、わし座χ星Bが早期A型の主系列星ととらえた。その後、スペックル干渉法やヒッパルコス衛星の観測結果が反映されるようになると、わし座χ星AはG2 Ib型に分類されるG型超巨星、わし座χ星BはB5.5型に分類されるB型星とみなされた。わし座χ星Bは、一般的に主系列星であろうと考えられているが、見かけの等級差と理論的な超巨星と主系列星の光度差には食い違いがあり、わし座χ星Bは巨星である可能性も考えられる。